# Lophoura laticervix
Lophoura laticervix is een eenoogkreeftjessoort uit de familie van de Sphyriidae. De wetenschappelijke naam van de soort is voor het eerst geldig gepubliceerd in 1964 door Hewitt.